# Sabino Moreno Muñoz
Sabino Moreno Muñoz, popularmente conocido como Sabino (Pozoblanco, Córdoba, España, 3 de septiembre de 1961), es artista y presentador español.

## Biografía
Licenciado en Bellas Artes con la especialidad de Diseño Industrial y Gráfico por la Universidad de Barcelona en 1989.
En 1991 colabora en Madrid con la empresa Loewe, donde  desarrolla entre otras, la imagen "Meninas".
Como diseñador gráfico trabaja en Sevilla para empresas como EMASESA, Sevillana-Endesa, cupones de la ONCE, Bienal de Flamenco y para la organización de la Expo 92.
En 1993 gana la plaza de Asesor de Imagen de Canal Sur TV donde ejerce en casi todas las producciones propias: informativos, galas y programas especiales. 
En el año 1999 colabora como presentador con Carmen Sevilla en el programa "Carmen de Cine" y un año después en el programa diario "Querida Carmen".
En  2001 copresenta el programa "Contraportada" durante nueve años.
En 2004 participa como contertulio en el programa de Olga Bertomeu de Canal Sur Radio, durante tres años.
Como pintor ha recibido el premio de carteles de la feria de Pozoblanco, en 1985 y 2009, el de Cartel de la "Velá de Santiago y Santa Ana" de Sevilla en 2009. En 2017 realiza su primera exposición en el Círculo Mercantil e Industrial de Sevilla
En 2014 es nombrado Pregonero por el Ayuntamiento de Pozoblanco de su Feria.